# Robert Grant Aitken
Robert Grant Aitken (31 de diciembre de 1864 - 29 de octubre de 1951) fue un astrónomo estadounidense. Era parcialmente sordo, y debía usar un aparato auditivo. Se casó con Jessie Thomas alrededor de 1888, teniendo tres hijos y una hija. Su nieto, Robert Baker Aitken, es un reconocido maestro de Budismo Zen.

## Trabajo
Trabajó en el Observatorio Lick en California. Realizó un estudio sistemático sobre estrellas binarias, realizando mediciones sobre sus posiciones, y calculando sus órbitas. Creó un vasto catálogo de este tipo de estrellas, que incluía la información orbital que permitió a los astrónomos calcular estadísticas de las masas estelares para grandes números de estrellas.
También midió las órbitas de cometas y satélites naturales de planetas. Fue editor jefe de Publications of the Astronomical Society of the Pacific (Publicaciones de la sociedad astronómica del Pacífico), desde 1898 hasta 1942.

## Honores
Premios
- Medalla Bruce (1926)
- Gold Medal of the Royal Astronomical Society (1932)

Objetos nombrados en su honor
- Asteroide (3070) Aitken
- Cráter lunar «Aitken» (1970),[1] parte de la Cuenca Aitken del polo Sur lunar.

### Obituarios
- IrAJ 2 (1952) 27 (Un párrafo)(inglés)
- JO 35 (1952) 25 (francés)
- JRASC 46 (1952) 28(inglés)
- MNRAS 112 (1952) 271(inglés)
- PASP 64 (1952) 5(inglés)

- Datos: Q375178
- Multimedia: Robert Grant Aitken / Q375178